# Amolops afghanus
Amolops afghanus é uma espécie de anfíbio anuros da família Ranidae. Está presente em Myanmar. Não foi ainda avaliada pela UICN.